# (280640) Ruetsch
(280640) Ruetsch est un astéroïde de la ceinture principale.

## Description
(280640) Ruetsch est un astéroïde de la ceinture principale. Il fut découvert le 4 janvier 2005 à Vicques par Michel Ory. Il présente une orbite caractérisée par un demi-grand axe de 2,76 UA, une excentricité de 0,06 et une inclinaison de 7,3° par rapport à l'écliptique.

## Compléments